# Спортска дворана Пеки
Спортска дворана Пеки је вишенамјенска спортска дворана у општини Пале, град Источно Сарајево, РС, БиХ. Капацитет дворане је 2.360 мјеста. Тренутно је домаћи терен за КК Јахорина Пале, РК Пале, КК Феникс Источно Сарајево, ОК Студент Пале, КМФ Јахорина Пале, Школа фудбала "Пикси" Пале и ЖОК Јахорина Пале, као и за многе друге спортске клубове са Пала, као и из Источног Сарајева. Поред спортских догађаја у дворани се одржавају и музички концерти, сајмови и друге културне манифестације.
Дворана Пеки је званично отворена 27. августаа 2012. Име је добила по покојном градоначелнику Источног Сарајева и начелнику Пала, Предрагу Ласици. У функцији су тренутно двије сале. Велика сала намјењена за дворанске спортове: одбојку, кошарку, рукомет, мали фудбал као и ритмичку гимнастику. Мала сала намјењена је за све врсте борилачких спортова и вјештина. Сале су урађене и опремљене по најновијим свјетским стандардима, што значи да спортска дворана „Пеки“ испуњава све услове за одржавање међународних такмичења, како дворанских спортова тако и борилачких.
Спортско дворана „Пеки“ је скупштинском одлуком припојена Јавној установи за културу „Културно-спортском центру“ Пале, а налази се у објекту Спортско - пословни центар „Пеки“. Спортско-пословни центар „Пеки“ смјештен је уз саму обалу ријеке Миљацке, између зграде административног центра општине Пале и фудбалског стадиона „Романија“.
- Спортско пословни центар Пеки